# 1074 Beljawskya
1074 Beljawskya è un asteroide della fascia principale del diametro medio di circa 47,82 km. Scoperto nel 1925 da Sergej Beljavskij, presenta un'orbita caratterizzata da un semiasse maggiore pari a 3,1548048 UA e da un'eccentricità di 0,1739490, inclinata di 0,80295° rispetto all'eclittica.
È stato chiamato così in onore del suo scopritore, Sergej Ivanovič Beljavskij.